# Процесс шести
Процесс шести (греч. δίκη των έξι), или «Казнь шестерых», — суд по обвинению в государственной измене, состоявшийся в конце 1922 года над высшими офицерами и государственными служащими Греции, которые, как было объявлено, несут ответственность за военное поражение Греции в войне с Турцией в Малой Азии. Судебный процесс завершился смертным приговором и казнью шестерых из девяти обвиняемых.

## Справочная информация
9 сентября 1922 года турецкие войска и партизанские военные отряды вошли в город Измир в Малой Азии, который был ранее закреплён за Грецией согласно Севрскому договору. Отступающая греческая «Армия Востока» оставила Смирну 8 сентября, за день до вступления туда турецкой армии. Сотни тысяч греков-жителей Малой Азии бежали в Смирну, ища возможности транспортировки через море с целью бежать от наступающих турок. Тем не менее, транспорты прибыли с опозданием и в очень небольших количествах по сравнению с числом людей, которые пытались бежать, в результате чего возникли хаос и паника. Потеря в результате военного поражения части Малой Азии, которая должна была быть передана Турцией Греции, и беспорядочная и кровавая эвакуация греков, ранее проживавших в районе, которые провели всю свою оставшуюся жизнь как беженцы, известны как «Малоазийская катастрофа» ( Μικρασιατική καταστροφή).

## Переворот
В это время в Афинах и на островах Эгейского моря произошёл государственный переворот, который отчасти был ожесточённым гражданским ответом на поражение армии на полях сражений. 11 сентября 1922 года полковники Николаос Пластирас и Стилианос Гонатос сформировали «революционный комитет», который потребовал отречения короля, отставки правительства роялистов, а также розыска и наказания лиц, ответственных за военную катастрофу. Переворот был поддержан генералом-венизелистом Теодоросом Пангалосом, затем направившимся в Афины. При поддержке массовых демонстраций в столице переворот был успешным: два дня спустя, когда Пластирас и Гонатос высадились в порту Лаврион с воинскими частями, подконтрольными им, король Константин отрёкся от престола в пользу своего сына-первенца, Георга, и отплыл на Сицилию, чтобы более никогда не вернуться на родину; министры были арестованы, и новый король согласился утвердить состав правительства, лояльный к государственному перевороту.

## Суд
12 октября 1922 года военная хунта созвала «чрезвычайный военный трибунал», который состоялся 31 октября и провёл две недели длительного судебного разбирательства, в которых пять наиболее высокопоставленных членов свергнутого правительства (министр юстиции Димитриос Гунарис, министр иностранных дел Георгиос Балтадзис, министр внутренних дел Николаос Стратос, министр обороны Николаос Теотокис, премьер-министр Петрос Протопападакис) и генерал Георгиос Хадзианестис (последний главнокомандующий в Малоазиатской кампании) были обвинены в государственной измене, осуждены и приговорены к смертной казни. Они были казнены через несколько часов после вынесения приговора и до его публикации, рано утром 15/28 ноября 1922 года. Двое обвиняемых, адмирал Михаил Гудас и генерал Ксенофонт Стратигос, были приговорены к пожизненному тюремному заключению. Брату бывшего короля принцу Андрею, также старшему командиру в неудавшейся кампании, были предъявлены обвинения, но он находился на острове Корфу в то время. Он был арестован, перевезён в Афины, был судим тем же судом через несколько дней и признан виновным в том же преступлении, но смягчающим обстоятельством явилось полное отсутствие у него военного опыта, вследствие чего вместо казни его приговорили к пожизненному изгнанию из страны. Его семья (в которую входил и его сын принц Филипп) была эвакуирована британским военным кораблём с Корфу в Бриндизи.

## Последствия
Европейские государства решительно возражали против казни; в ответ Великобритания отозвала своего посла из Греции на некоторый срок.
В 2010 году правнук Протопападакиса добился частичной реабилитации прадеда, а вместе с ним и остальных осужденных: они были признаны виновными не в государственной измене, а только в преступной халатности, в то время как целью самого трибунала был признан не поиск истины, а поиск козлов отпущения.